# Championnat de France de football 1905 (USFSA)
Navigation
Championnat 1904 Championnat 1906
Le Championnat de France de football USFSA 1905 met aux prises les champions régionaux de l'USFSA.

## Championnat de France

### Participants
Les treize participants sont les vainqueurs des championnats régionaux :
| Championnat     | Champion                                    | Part. | Titres |
| --------------- | ------------------------------------------- | ----- | ------ |
| Basse-Normandie | Association Sportive de Trouville-Deauville |       | 0      |
| Bretagne        | Union Sportive Servannaise                  |       | 0      |
| Centre-Est      | Sport athlétique sézannais                  | 4e    | 0      |
| Littoral        | Olympique Etoile Bleue de Marseille         | 2e    | 0      |
| Haute-Normandie | Le Havre Athletic Club                      |       | 2      |
| Nord            | Racing Club de Roubaix                      | 4e    | 3      |
| Paris           | Gallia Club                                 |       | 0      |
| Picardie        | Amiens Athlétic Club                        | 3e    | 0      |
| Sud-Ouest       | Stade bordelais UC                          |       | 0      |
| Pyrénées        | Stade Olympien des Étudiants Toulousains    |       | 0      |
| Lyonnais        | FC Lyon                                     |       | 0      |
| Lorraine        | Cercle Sportif du Stade Lorrain             |       | 0      |
| Côte d'Azur     | FVC Nice                                    |       | 0      |

La ligue régionale de l'Atlantique et celle du Sud étaient inscrites pour prendre part à l'épreuve, mais les champions de ces deux ligues ne s'y alignèrent pas.

### Premier tour préliminaire
- 19 mars 1905
  - À Nice. Vélo Club Nice 3-5 (ap.prol) Olympique Etoile Bleue de Marseille

### Deuxième tour préliminaire
- 26 mars 1905
  - À Marseille. (Parc Borely). Olympique Etoile Bleue de Marseille - FC Lyon (abandon du FCL en cours de match à la suite de la blessure de deux joueurs)
  - À Toulouse. Stade Olympien des Étudiants Toulousains - Stade bordelais (forfait du Stade bordelais)
  - À Laval. Union sportive Servannaise 4-1 Association sportive Trouville-Deauville
  - À Sézanne. Sport Athlétique Sézannais - Cercle Sportif du Stade Lorrain (forfait du CSSL)

### Quarts de finale
- 2 avril 1905
  - À Laval. Gallia Club 3-1 Union sportive Servannaise
  - Au Havre. Le Havre AC 1-2 RC Roubaix
  - À Montpellier. Stade Olympique des Étudiants Toulousains 5-0 Olympique Etoile Bleue de Marseille
  - Amiens AC - Sport Athlétique Sézannais (forfait de Sézanne)

### Demi-finales
Le Racing Club roubaisien, champion du Nord, reçoit l'Amiens Athletic Club, champion de Picardie. Dans L'Auto, le RC roubaisien est annoncé favori mais l'équipe amiénoise est présentée comme « très homogène » et capable de « forcer son adversaire à s'employer sérieusement ». Le journal donne la composition attendue de l'Amiens AC, mais celle-ci n'est pas confirmée dans l'article sur le compte-rendu. Le RC roubaisien, « très supérieur », l'emporte pas cinq buts à un dans une partie « peu intéressante »,.
Le SO Étudiants de Toulouse reçoit le Gallia Club. L'Auto s'attend à une partie « disputée », mais voit la victoire des Parisiens. Le journal donne les compositions attendues mais ne les confirment pas dans l'article sur le compte-rendu. Le Gallia l'emporte « facilement » par cinq buts à zéro, notamment grâce à un quadruplé d'Albert Jouve,,.
| Demi-finale           | RC roubaisien | 5 – 1 | Amiens AC |                                                                           |                                                                           |
| Dimanche 9 avril 1905 |               | (–)   |           | Terrain de Beaumont, Roubaix Arbitrage : M. Willaume (Iris Stade lillois) | Terrain de Beaumont, Roubaix Arbitrage : M. Willaume (Iris Stade lillois) |
| Dimanche 9 avril 1905 | ,             |       |           | Terrain de Beaumont, Roubaix Arbitrage : M. Willaume (Iris Stade lillois) | Terrain de Beaumont, Roubaix Arbitrage : M. Willaume (Iris Stade lillois) |

| Demi-finale           | SO Étudiants de Toulouse                                                                                         | 0 – 5   | Gallia Club                                                                                     |                                                      |                                                      |
| Dimanche 9 avril 1905 | | (0 – 3) | (csc) ? · Jouve                                                                                 | Prairie des filtres, Toulouse Arbitrage : Guy Moyatt | Prairie des filtres, Toulouse Arbitrage : Guy Moyatt |
| Dimanche 9 avril 1905 | , |         |                                                                                                 | Prairie des filtres, Toulouse Arbitrage : Guy Moyatt | Prairie des filtres, Toulouse Arbitrage : Guy Moyatt |
| Dimanche 9 avril 1905 | De Bardières – Dubreuil, de Martin – Barrau, Hilaire, Vraicourt – Bénazet, Maffre, Chandezon , Huggins, Tourneux | Équipes | Cristini – Fontaine, Bayrou – G. Baly, Bertin, S. Baly – Pougnet, Thomas, Jouve, Denisot, Momon | Prairie des filtres, Toulouse Arbitrage : Guy Moyatt | Prairie des filtres, Toulouse Arbitrage : Guy Moyatt |

### Finale
| 16 avril 1905                                                                                     | Gallia Club | 1 – 0 a. p.                                                                                                 | RC Roubaix | Parc des Princes, Paris |                       |
|                                                                                                   | Jouve       | (0 – 0) |            | Arbitrage : Jack Wood   | Arbitrage : Jack Wood |
| Cristini – Fontaine, Bayrou – G. Bally, S. Bertin, S. Bally – Pougnet, Richer, Jouve, Luck, Momon | Équipes     | A. Renaux – Scott, Duthoit – Dubrulle, M. Dubly, A. Smeets – Perche, Jenicot, Sartorius, A. Dubly, Hargrave |            | Arbitrage : Jack Wood   | Arbitrage : Jack Wood |

|
Le Gallia marque le seul but du match – une tête de Jouve – après deux heures et demie de jeu,,.

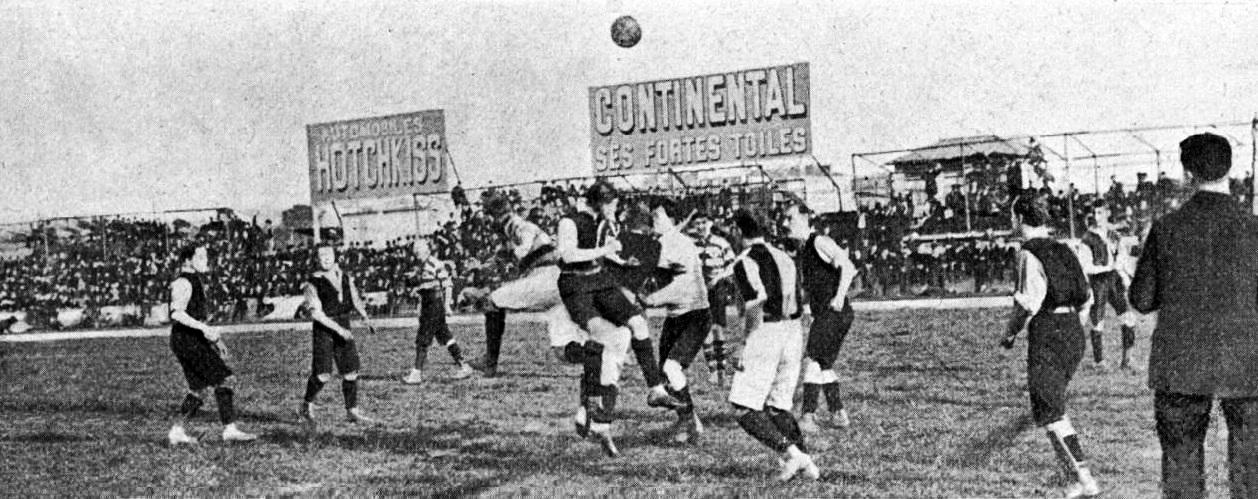
Action de jeu lors de la finale.

## Sources
- (en) Frédéric Pauron, « France 1892-1919 : 1904/05 », sur rsssf.com, 24 avril 2004 (consulté le 16 octobre 2009)